# محافظة كوكسان
محافظة كوكسان هي محافظة تقع في هوانغهاي الشمالية، كوريا الشمالية.